# Курдистан (сельджукская провинция)
Курдистан (курд. کوردستان, Kurdistan) — одна из административно-территориальных единиц (провинций) в Сельджукской империи, охватывающая современные территории Ирана и Ирака.

## Этимология
Окончание на -стан в слове «Курдистан» — это суффикс, используемый в иранских языках и означающий «страна».

## История
В 1120 году произошло создание последним правителем из династии сельджукидов султан Санджар провинции Курдистан в Джебеле и Бахаре во главе с Сулейман-шахом Эйюби. Султан объединил пять крупных вилайетов с курдским населением в одну административно-территориальную единицу. Территория курдской провинции фактически совпадала со землей исторической Мидии.

## Административное деление
Провинция состояла из следующих пяти крупных вилайетов:
- Хамадан
- Динавер
- Керманшах
- Шахризур
- Синджар

Также входили следующие округа:
1. Алани с одноименным городом;
2. Алиштер с культовым местом зороастрийцепв Архуш (Ардехш);
3. Крепость Бахар;
4. Крепость Хуфтиан, созданная на реке Заб;
5. Дербенд-е Тадж Хатун;
6. Дербенд-е Зенге;
7. Султан Абд-е Джемджемал, расположенный у подножия горы Бехистун;
8. Шехризур;
9. Керманшах (или Кармисин);
10. Деревня Керенд;
11. Деревня Хошан;
12. Кенгевер (или Каср Эль Лесус);
13. Махидешт, включавший 50 населенных пунктов;
14. Крепость Херсин;
15. Деревня Вестам;
16. Лурестан;